# Piva
ne zamešati s Pliva (reka)
Piva (cirilica: Пива) je reka v Črni gori in krajši od povirnih krakov Drine, ki jo tvori po sotočju z reko Taro na meji z Bosno in Hercegovino.

## Tok
Piva izvira iz izvira Sinjac pod goro Golija, nedaleč od samostana Piva. Preden je nastalo umetno Pivsko jezero, se je Sinjac stekal v reko Komarnico in z njo tvoril 34 kilometrov dolgo reko Pivo. Komarnica je po drugi strani del rečnega sistema, dolgega 86 km (Tušina–Bukovica–Bijela–Komarnica), tako da je merjeno od izvira Tušine Piva dolga 120 kilometrov.
Tušina izvira na gori Sinjajevina v osrednjem delu Črne gore, nekaj kilometrov od izvira druge pomembne črnogorske reke, Morače. Teče proti zahodu, med vrhoma Sinjajevina in Lola, mimo vasi Krnja Jela, Bare, Boan in Tušina. Izliva se v reko Bukovico, ki priteka s severa, in dalje teče pod tem imenom. V regionalnem središču, mestu Šavnik, se v Bukovico izlivata rečici Šavnik in Bijela. Nekaj kilometrov zahodno se združi z reko Komarnico in prevzame njeno ime. Komarnica dalje teče med gorama Vojnik in Treskavac skozi skoraj nenaseljeno pokrajino do Pivske planote, kjer zavije proti severu, se zlije z izvirom Pive in vstopi v globok kanjon.
Kanjon Pive je vsekan skozi gore Bioč, Volujak, Maglić in Pivsko planino, dolg je 30 kilometrov in globok do 1200 metrov. Večino kanjona je potopila izgradnja jezu Mratinje leta 1975 za hidroelektrarno Piva; hidroelektrarna ima nazivno moč 342 MW, jez pa je z 220 metri višine med najvišjimi v Evropi. Pregrada je ustvarila Pivsko jezero površine 12,5 km², dolgo 45 km in globoko do 188 m. Jezero je poplavilo stari del mesta Plužine, ki so ga ob gradnji jezu na novo zgradili zunaj dosega vode, kot tudi stari položaj samostana Piva iz 15. stoletja, ki so ga preselili na višje ležeče mesto.
Po zajezitvi Piva teče naprej proti severu in zadnje tri kilometre tvori mejo z Bosno in Hercegovino. Pri Šćepan Polju se združi s Taro, od koder reki nadaljujeta pot v Bosni in Hercegovini kot Drina.

## Pivska planota
Pivska planota (črnogorsko Pivska površ, cirilica Пивска површ) je visokogorska kraška ravnica v porečju Pive, med gorami Durmitor, Maglić, Lebršnik, Golijo in Vojnik. Planota je dolga 55 km, široka 30 km in ima povprečno nadmorsko višino 1200 m, najvišji vrh pa je visok 2159 m. Komarnica-Piva deli planoto na dve pokrajini: zahodno Pivsko Župo (cirilica Пивска Жупа) in vzhodno Pivsko planino (cirilično Пивска планина). Za območje so značilne kraške tvorbe, kot so jame, vrtače in iztočnice. Visoka planota je le redko poseljena, tako da je v Pivski Župi le okoli 20 manjših naselij, v Pivski planini pa 15.